# UCI America Tour 2023
El UCI America Tour 2023 será la decimonovena edición del calendario ciclístico internacional Americano. Se inició el 6 de enero de 2023 en Argentina, con el Giro del Sol San Juan y finalizará el 14 de octubre de 2023 con la Vuelta al Ecuador en Ecuador. En principio, se disputarían 22 competencias, otorgando puntos a los primeros clasificados de las etapas y a la clasificación final, aunque el calendario puede sufrir modificaciones a lo largo de la temporada con la inclusión de nuevas carreras o exclusión de otras.

## Equipos
Los equipos que pueden participar en las diferentes carreras depende de la categoría de las mismas. Los equipos UCI WorldTeam y UCI ProTeam, tienen cupo limitado para competir de acuerdo al año correspondiente establecido por la UCI, los equipos Equipos Continentales y selecciones nacionales no tienen restricciones de participación:
| Categoría      | Categoría                       | Equipos                                                                                    |
| -------------- | ------------------------------- | ------------------------------------------------------------------------------------------ |
| .1             | 1.1 (Carrera de un día)         | * UCI WorldTeam (max 50%) * UCI ProTeam * Continentales * Selecciones nacionales           |
| .1             | 2.1 (Carrera de varios días)    | * UCI WorldTeam (max 50%) * UCI ProTeam * Continentales * Selecciones nacionales           |
| .2             | 1.2 (Carrera de un día)         | * UCI ProTeam * Continentales * Selecciones nacionales * Selecciones regionales * Amateurs |
| .2             | 2.2 (Carrera de varios días)    | * UCI ProTeam * Continentales * Selecciones nacionales * Selecciones regionales * Amateurs |
| .Ncup (sub-23) | 1.Ncup (Carrera de un día)      | * Selecciones nacionales * Selecciones mixtas                                              |
| .Ncup (sub-23) | 2.Ncup (Carrera de varios días) | * Selecciones nacionales * Selecciones mixtas                                              |

## Calendario
Las siguientes son las carreras que componen el calendario UCI America Tour para la temporada 2023 aprobado por la UCI.
| UCI America Tour 2023    | UCI America Tour 2023 | UCI America Tour 2023            | UCI America Tour 2023 | UCI America Tour 2023 |
| Fecha                    | País                  | Carrera                          | Ganador               |                       |
| ------------------------ | --------------------- | -------------------------------- | --------------------- | --------------------- |
| 12 – 19 de noviembre     | Ecuador               | Vuelta al Ecuador                | Robinson Chalapud     |                       |
| 16 – 25 de diciembre     | Costa Rica            | Vuelta a Costa Rica              | Marco Suesca          |                       |
| 6 – 8 de enero           | Argentina             | Giro del Sol San Juan            | Maximiliano Navarrete |                       |
| 15 – 22 de enero         | Venezuela             | Vuelta al Táchira                | José Alarcón          |                       |
| 1 – 5 de febrero         | Argentina             | Vuelta del Porvenir San Luis     | Martín Vidaurre       |                       |
| 29 de marzo – 2 de abril | Guatemala             | Vuelta Bantrab                   | Óscar Sevilla         |                       |
| 26 – 30 de abril         | Estados Unidos        | Tour de Gila                     | Alex Hoehn            |                       |
| 4 – 7 de mayo            | Argentina             | Vuelta a Catamarca Internacional | Miguel Ángel López    |                       |
| 18 – 21 de mayo          | Estados Unidos        | Joe Martin Stage Race            | Riley Sheehan         |                       |
| 14 – 18 de junio         | Canadá                | Tour de Beauce                   | Luke Valenti          |                       |
| 16 – 25 de junio         | Colombia              | Vuelta a Colombia                | Rodrigo Contreras     |                       |
| 19 – 23 de julio         | Chile                 | Vuelta Ciclista de Chile         | cancelada             |                       |
| 12 de ago                | Guatemala             | Gran Premio Guatemala            | Róbigzon Oyola        |                       |
| 13 de ago                | Guatemala             | Gran Premio Chapin               | Javier Jamaica        |                       |
| 19 – 20 de agosto        | Antigua y Barbuda     | Subway 3-Stage Race              | cancelada             |                       |
| 23 – 27 de agosto        | Brasil                | Tour de Río                      | cancelada             |                       |
| 25 – 30 de septiembre    | Ecuador               | Vuelta al Ecuador                | Robinson Chalapud     |                       |

## Clasificaciones parciales
- Nota:  Las clasificaciones parciales hasta el momento son:[5]

### Individual
| Posición | Corredor     | Equipo | Puntos |
| -------- | ------------ | ------ | ------ |
| 1.º      | Bandera de ? |        |        |
| 2.º      | Bandera de ? |        |        |
| 3.º      | Bandera de ? |        |        |
| 4.º      | Bandera de ? |        |        |
| 5.º      | Bandera de ? |        |        |
| 6.º      | Bandera de ? |        |        |
| 7.º      | Bandera de ? |        |        |
| 8.º      | Bandera de ? |        |        |
| 9.º      | Bandera de ? |        |        |
| 10.º     | Bandera de ? |        |        |

| Posiciones 11.ª al 20.ª | Posiciones 11.ª al 20.ª | Posiciones 11.ª al 20.ª | Posiciones 11.ª al 20.ª |
| ----------------------- | ----------------------- | ----------------------- | ----------------------- |
| 11.º                    | Bandera de ?            |                         |                         |
| 12.º                    | Bandera de ?            |                         |                         |
| 13.º                    | Bandera de ?            |                         |                         |
| 14.º                    | Bandera de ?            |                         |                         |
| 15.º                    | Bandera de ?            |                         |                         |
| 16.º                    | Bandera de ?            |                         |                         |
| 17.º                    | Bandera de ?            |                         |                         |
| 18.º                    | Bandera de ?            |                         |                         |
| 19.º                    | Bandera de ?            |                         |                         |
| 20.º                    | Bandera de ?            |                         |                         |

### Equipos
| Posición | Equipo       | Puntos |
| -------- | ------------ | ------ |
| 1.º      | Bandera de ? |        |
| 2.º      | Bandera de ? |        |
| 3.º      | Bandera de ? |        |
| 4.º      | Bandera de ? |        |
| 5.º      | Bandera de ? |        |

### Países
| Posición | País         | Puntos |
| -------- | ------------ | ------ |
| 1.º      | Bandera de ? |        |
| 2.°      | Bandera de ? |        |
| 3.º      | Bandera de ? |        |
| 4.º      | Bandera de ? |        |
| 5.º      | Bandera de ? |        |

### Países sub-23
| Posición | Corredor     | Equipo | Puntos |
| -------- | ------------ | ------ | ------ |
| 1.º      |              |        |        |
| 2.º      | Bandera de ? |        |        |
| 3.º      | Bandera de ? |        |        |
| 4.º      | Bandera de ? |        |        |
| 5.º      | Bandera de ? |        |        |

## Evolución de las clasificaciones
| Fecha       | Clasificación individual | Clasificación por equipos | Clasificación por países | Clasificación por países sub-23 |
| ----------- | ------------------------ | ------------------------- | ------------------------ | ------------------------------- |
| 31 de enero |                          |                           |                          |                                 |